# Maleen Pacha
Maleen Pacha (* 26. April 1923 in Timișoara, Königreich Rumänien; † Januar 2000 in Ameno, Italien) war eine deutsche Filmarchitektin und Kostümbildnerin.

## Leben und Wirken
Pacha hatte ihre künstlerische Ausbildung an der Akademie der Bildenden Künste München erhalten und außerdem ein Germanistik-Studium absolviert. 1946 begann sie ihre Tätigkeit als Szenen- und Kostümbildnerin; ihr Arbeitsfeld war zunächst die Bühne und das Kabarett, später kamen auch Aufträge von Film und Fernsehen hinzu.
In den 1960er und frühen 1970er Jahren designte sie vor allem für die Produktionen Rolf Thieles, stattete aber auch prominente Einzelwerke von Vertretern des ‘jungen deutschen Films’ (Der junge Törless, Wilder Reiter GmbH, Harlis) aus. Für ihre Arbeit an Thieles Wälsungenblut wurde die Kostümbildnerin 1965 mit dem Filmband in Gold ausgezeichnet. Nach 1973 war Maleen Pacha nur noch sporadisch für das Kino tätig. Ihre schönsten Arbeiten lieferte die Kostümbildnerin für sorgsam umgesetzte Gesellschafts- und Historienstoffe (Der Lord von Barmbeck, Der Mädchenkrieg, Egon Schiele – Exzess und Bestrafung) mit starkem Zeitkolorit.
Maleen Pacha, die sich im Laufe der 1980er Jahre in ihr Refugium (Villa Pacha in Ameno, unweit des Lago Maggiore) nach Italien zurückzog, war auch für das Fernsehen aktiv.

## Filmografie (Bauten und/oder Kostüme)
- 1963: Zwei Whisky und ein Sofa
- 1964: Tonio Kröger
- 1964: Wälsungenblut
- 1964: DM-Killer
- 1965: Die Herren
- 1965: Der junge Törless
- 1966: Wilder Reiter GmbH
- 1968: Komm nur, mein liebstes Vögelein
- 1969: Komm nach Wien, ich zeig dir was!
- 1969: Grimms Märchen von lüsternen Pärchen
- 1970: Ohrfeigen
- 1970: Frisch, fromm, fröhlich, frei
- 1970: Der scharfe Heinrich
- 1971: Rosy und der Herr aus Bonn
- 1972: Die Pfarrhauskomödie
- 1972: Gelobt sei, was hart macht
- 1972: Massagesalon der jungen Mädchen
- 1972: Harlis
- 1973: Im Alleingang (Le solitaire)
- 1973: Der Lord von Barmbeck
- 1976: Rosemaries Tochter
- 1976: Der Mädchenkrieg
- 1979: Egon Schiele – Exzess und Bestrafung (UA: 1981)
- 1981: Regentropfen
- 1983: Laß das – ich haß’ das
- 1986: Der treue Johannes

## Publikationen
- Maleen Pacha: Herz in der Hose. Die Geheimnisse der Tätowierung.  Feder Verlag, München 1960